# Nuthin' Fancy
| Recensione                        | Giudizio            |
| --------------------------------- | ------------------- |
| AllMusic                          | [ 3 ]               |
| Robert Christgau                  | A-                  |
| The New Rolling Stone Album Guide | [ 5 ]               |
| Sputnikmusic                      | 4.0 (Excellent)     |
| Ondarock                          | (Disco consigliato) |
| Dizionario del Pop-Rock           | [ 8 ]               |
| 24.000 dischi                     | [ 9 ]               |

Nuthin' Fancy è il terzo album in studio del gruppo Southern rock statunitense Lynyrd Skynyrd, fu pubblicato nell'aprile del 1975 dalla MCA Records.

## Tracce

### LP
Lato A
1. Saturday Night Special – 5:08 (Edward King, Ronnie Van Zant) – Registrato nell'agosto del 1974, Studio One di Doraville, Georgia
2. Cheatin' Woman – 4:38 (Ronnie Van Zant, Gary Rossington, Al Kooper) – Registrato il 12 gennaio 1975, WEBB IV Studios di Atlanta, Georgia
3. Railroad Song – 4:14 (Edward King, Ronnie Van Zant) – Registrato il 22 gennaio 1975, WEBB IV Studios di Atlanta, Georgia
4. I'm a Country Boy – 4:24 (Allen Collins, Ronnie Van Zant) – Registrato il 18 gennaio 1975, WEBB IV Studios di Atlanta, Georgia

Lato B
1. On the Hunt – 5:25 (Allen Collins, Ronnie Van Zant) – Registrato l'11 gennaio 1975, WEBB IV Studios di Atlanta, Georgia
2. Am I Losin' – 4:32 (Gary Rossington, Ronnie Van Zant) – Registrato il 26 gennaio 1975, WEBB IV Studios di Atlanta, Georgia
3. Made in the Shade – 4:40 (Ronnie Van Zant) – Registrato il 20 gennaio 1975, WEBB IV Studios di Atlanta, Georgia
4. Whiskey Rock-A-Roller – 4:14 (Edward King, Ronnie Van Zant, Billy Powell) – Registrato il 19 gennaio 1975, WEBB IV Studios di Atlanta, Georgia

### CD
Edizione CD del 1999, pubblicato dalla MCA Records (MCAD-12024)
1. Saturday Night Special – 5:10 (Edward King, Ronnie Van Zant)
2. Cheatin' Woman – 4:40 (Ronnie Van Zant, Gary Rossington, Al Kooper)
3. Railroad Song – 4:15 (Edward King, Ronnie Van Zant)
4. I'm a Country Boy – 4:26 (Allen Collins, Ronnie Van Zant)
5. On the Hunt – 5:28 (Allen Collins, Ronnie Van Zant)
6. Am I Losin' – 4:36 (Gary Rossington, Ronnie Van Zant)
7. Made in the Shade – 4:40 (Ronnie Van Zant)
8. Whiskey Rock-A-Roller – 4:20 (Edward King, Ronnie Van Zant, Billy Powell)
9. Railroad Song (Live) – 5:27 (Edward King, Ronnie Van Zant) – Traccia bonus - Registrato dal vivo il 27 aprile 1975 al Bill Graham's Winterland di San Francisco, California
10. On the Hunt (Live) – 6:10 (Allen Collins, Ronnie Van Zant) – Traccia bonus - Registrato dal vivo il 27 aprile 1975 al Bill Graham's Winterland di San Francisco, California

## Formazione

### Gruppo
- Ronnie Van Zant - voce
- Allen Collins  - chitarra Gibson Firebird
- Allen Collins - chitarra solo, parte finale (brano: Cheatin' Woman)
- Allen Collins - chitarra solo (brani: Railroad Song, I'm a Country Boy)
- Ed King - chitarra Fender Stratocaster & Gibson SG
- Ed King - chitarra solista (brano: Saturday Night Special)
- Ed King - chitarra solista Fills (brano: Whiskey Rock-A-Roller)
- Ed King - chitarra slide (brani: Cheatin' Woman, I'm a Country Boy)
- Ed King - tutte le chitarre, eccetto solo (brano: Railroad Song)
- Ed King - chitarra acustica (brano: Am I Losin')
- Ed King - chitarra solo (brano: Am I Losin)
- Ed King - moog basso (brano: Made in the Shade)
- Gary Rossington  - chitarra Gibson Les Paul
- Gary Rossington - chitarra solo (brani: Saturday Night Special, On the Hunt, Whiskey Rock-A-Roller)
- Gary Rossington - chitarra acustica (brani: Am I Losin', Made in the Shade)
- Billy Powell - tastiere
- Billy Powell - pianoforte (brano: Whiskey Rock-A-Roller)
- Leon Wilkeson - basso
- Leon Wilkeson - accompagnamento vocale-cori (brani: Saturday Night Special, Railroad Song, I'm a Country Boy)
- Artimus Pyle - batteria, percussioni
- Artimus Pyle - bass tambourine e Coke Crate (brano: Made in the Shade)

### Altri musicisti
- Al Kooper - sintetizzatore moog (brano: Saturday Night Special)
- Al Kooper - organo (brani: Cheatin' Woman, Railroad Song)
- Al Kooper - accompagnamento vocale-coro (brani: Railroad Song, Am I Losin', Whiskey Rock-A-Roller)
- Al Kooper - percussioni (brano: I'm a Country Boy)
- Al Kooper - pianoforte (brano: Made in the Shade)
- Barry Harwood – dobro e mandolino (brano: Made in the Shade)
- Jimmy Hall – armonica a bocca (brani: Railroad Song e Made in the Shade)
- David Foster – pianoforte (brano: Whiskey Rock-A-Roller)
- Bobbye Hall – percussioni (brano: Railroad Song)